# Batysfera

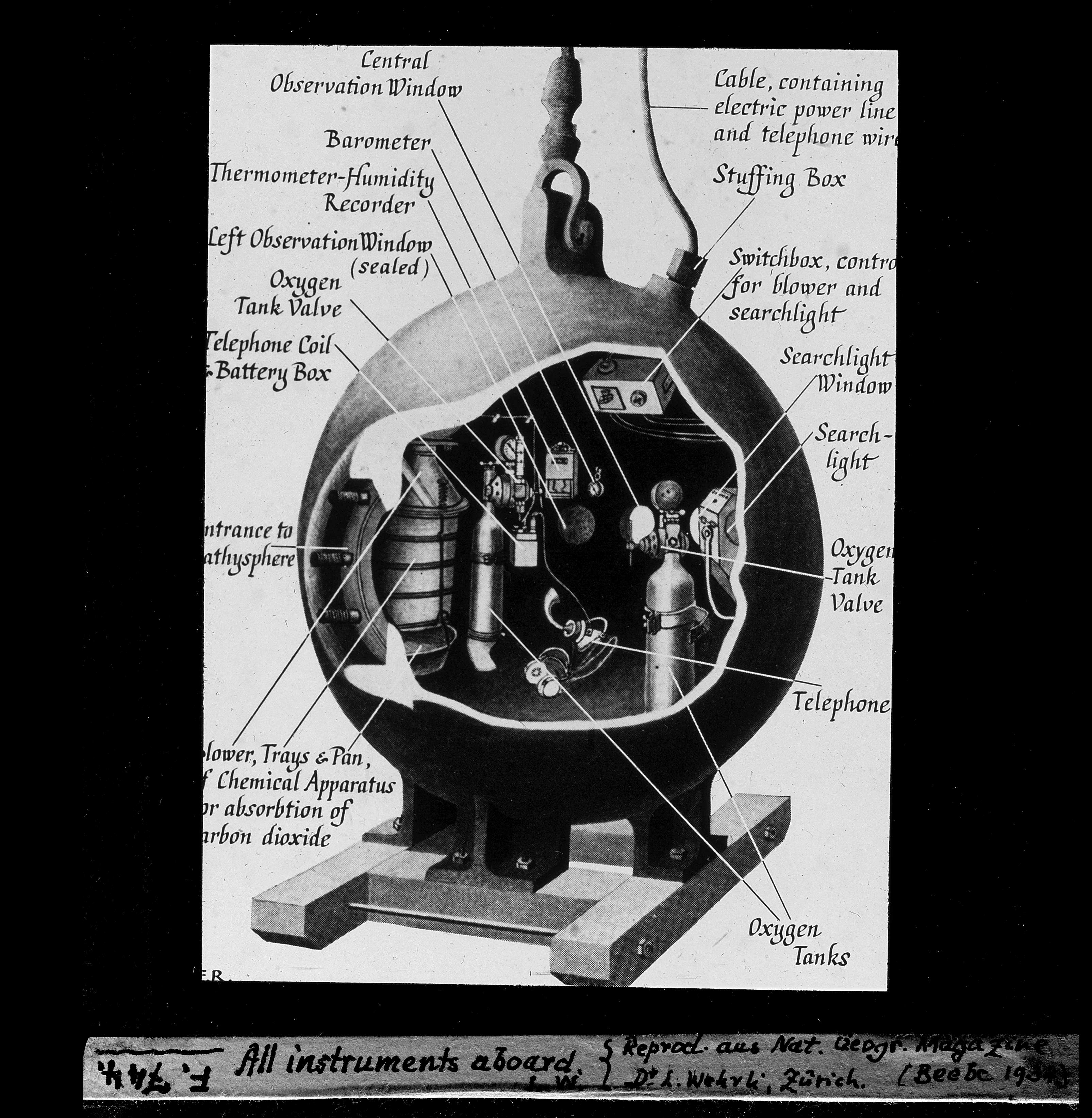
Schemat wnętrza batysfery, 1934

Wychodzenie z batysfery, 1934

Batysfera – stalowa, kulista kapsuła służąca do podwodnych obserwacji, opuszczana na linie ze statku, pozbawiona własnego napędu – pierwsze urządzenie do badania głębin morskich, zastąpione przez wyposażony we własny napęd batyskaf.

## Nazwa
„Batysfera” pochodzi z gr. od βάθος (bathys) – pol. głębia i σφαίρα (sphaira) – pol. kula.

## Opis
Batysferę zaprojektowali i skonstruowali w latach 1929–1930 amerykański biolog William Beebe (1877–1962) i inżynier Otis Barton (1899–1992). Było to pierwsze urządzenie do badania głębin morskich. Batysfera wykonana była ze stali, była kulistą kabiną o średnicy 144 cm z dwoma oknami z grubego szkła kwarcowego. Batysfera była opuszczana ze statku na stalowej linie, miała oświetlenie elektryczne i łączność telefoniczną ze statkiem.

## Zastosowanie
Batysfera została po raz pierwszy wykorzystana do badań oceanicznych 6 czerwca 1930 roku, kiedy Beebe i Barton zeszli w niej na głębokość 240 m w pobliżu Bermudów. 15 sierpnia 1934 roku została opuszczona na głębokość 923 m. Urządzenie było doskonalone i w 1949 roku Beebe osiągnął głębokość 1372 m.
Przebywanie w batysferze łączyło się z niebezpieczeństwem związanym z gwałtownymi naprężeniami liny utrzymującej – przerwanie liny znaczyło śmierć załogi. Urządzenie miało ograniczoną zdolność manewrowania, a obserwacje utrudniały ruchy wahadłowe i obroty.
Z batysfery zaprzestano korzystać po wynalezieniu batyskafu, wyposażonego we własny napęd.